# Les Ferdinand
Leslie "Les" Ferdinand MBE (født 8. december 1966 i Paddington, London) er en engelsk tidligere fodboldspiller. Hans spillende karriere inkluderer optrædener for Queens Park Rangers, Beşiktaş, Newcastle United, Tottenham Hotspur, West Ham United og Bolton Wanderers.
Han spillede i sin karriere 7 kampe for England. Han deltog desuden ved EM i fodbold 1996 og ved VM i fodbold 1998.